# جو هیون شیک
جو هیون شیک (کره‌ای: 조현식؛ زادهٔ ۱۳ مارس ۱۹۸۳) بازیگر اهل کره جنوبی است.

## فیلم‌شناسی

### مجموعه تلویزیونی
| سال  | عنوان                     | نقش                 | شبکه        | توضیحات                  |
| ---- | ------------------------- | ------------------- | ----------- | ------------------------ |
| ۲۰۱۳ | درامای ویژه کی‌بی‌اس        |                     | کی‌بی‌اس۲     | قسمت «تولد چاگال»        |
| ۲۰۱۴ | درامای ویژه کی‌بی‌اس        | بیونگ-هون           | کی‌بی‌اس۲     | قسمت «من به زودی می‌میرم» |
| ۲۰۱۴ | میسنگ: زندگی ناتمام       | کیم سوک-هو          | تی‌وی‌ان      |                          |
| ۲۰۱۴ | عشق و راز                 | منشی جانگ           | کی‌بی‌اس۲     |                          |
| ۲۰۱۵ | Run Towards Tomorrow (ko) | کیم هو-دونگ         | اس‌بی‌اس      |                          |
| ۲۰۱۵ | بزرگترین عشق یک طرفه      |                     | ام‌بی‌ان ناور | وب دراما                 |
| ۲۰۱۵ | شش اژدهای پرنده           | لیدر گدایان         | اس‌بی‌اس      |                          |
| ۲۰۱۶ | خانم اوه دیگر             | سانگ-سوک            | تی‌وی‌ان      |                          |
| ۲۰۱۶ | پزشکان                    | آن جونگ-ده          | اس‌بی‌اس      |                          |
| ۲۰۱۶ | گابلین                    | دسته ۲۱ گریم ریپر   | تی‌وی‌ان      |                          |
| ۲۰۱۷ | مدیر خوب                  | وون کی-اوک          | کی‌بی‌اس۲     |                          |
| ۲۰۱۷ | قویترین پیک               | کیم گیل-یونگ        | کی‌بی‌اس۲     | حضور افتخاری             |
| ۲۰۱۷ | بچه‌های قرن بیستم          | راننده              | ام‌بی‌سی      |                          |
| ۲۰۱۷ | اعتراف زوجین              | ارشد بان-دو         | کی‌بی‌اس۲     |                          |
| ۲۰۱۸ | هنوز ۱۷                   | هان دوک-سو          | اس‌بی‌اس      |                          |
| ۲۰۱۸ | شاهزاده صد روزه من        | خواجه یانگ نه-کوانگ | تی‌وی‌ان      |                          |
| ۲۰۱۸ | زیبای درون                | پیک                 | جی‌تی‌بی‌سی    | حضور افتخاری             |
| ۲۰۱۸ | قهرمان عجیب من            | ما یونگ-جون         | اس‌بی‌اس      |                          |
| ۲۰۱۹ | گل نوکدو                  | اوک سو              | اس‌بی‌اس      |                          |
| ۲۰۱۹ | هتل دل لونا               | مهمان هتل           | تی‌وی‌ان      | حضور افتخاری             |
| ۲۰۲۰ | مردها مثل همند            | کانگ اون-جه         | کی‌بی‌اس۲     |                          |
| ۲۰۲۲ | دکتر وکیل                 | کانگ ده-وونگ        | ام‌بی‌سی      | [ ۱۵ ]                   |